# Karim Wade

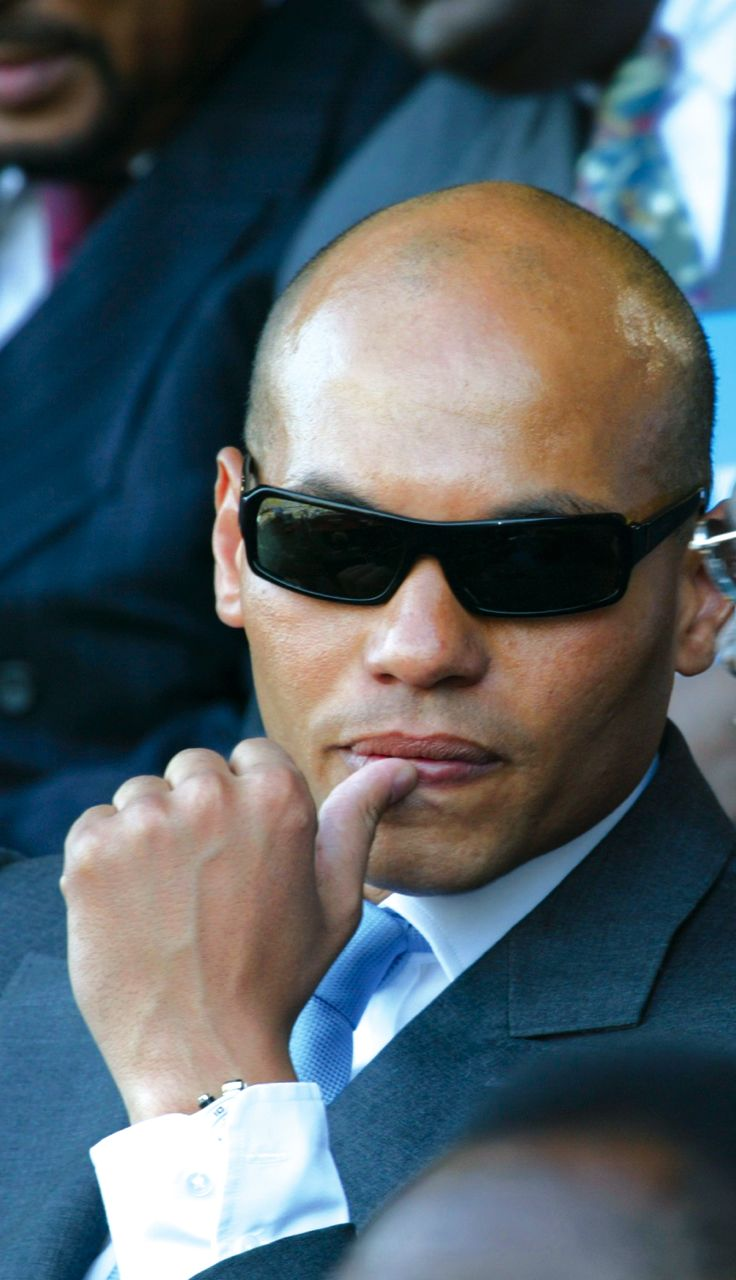

Karim Meïssa Wade (nascido em 1 de setembro de 1968) é um político senegalês que atuou no governo do Senegal como Ministro de Estado para a Cooperação Internacional, Desenvolvimento Regional, Transporte Aéreo e Infraestrutura de maio de 2009 a abril de 2012.  Ele é filho de Abdoulaye Wade, que foi presidente do Senegal de 2000 a 2012.   Antes de ingressar no governo, Karim Wade foi presidente da Agência Nacional para a Organização da Conferência Islâmica (ANOCI)  e serviu como conselheiro de seu pai.  Era amplamente visto como um possível sucessor de seu pai como presidente e acreditava-se que seu pai o estava preparando para o cargo. 
Foi candidato malsucedido às eleições municipais de Dacar em 2009, num momento em que era esperado suceder seu pai como presidente. Em 2014 foi preso por enriquecimento ilícito e peculato, mas perdoado em 2016 pelo presidente da República, embora permanecesse condenado a pagar uma multa. Posteriormente parte para o exílio no Qatar.